# Mougins
Mougins (Occitaans: Mogins; Italiaans (verouderd): Mugini; Latijn: Muginum) is een gemeente in het Franse departement Alpes-Maritimes, in de regio Provence-Alpes-Côte d'Azur), tussen Cannes en Valbonne. De plaats maakt deel uit van het arrondissement Grasse. Mougins telde op 1 januari 2022 19.481 inwoners. Behalve tal van top- en sterrenrestaurants is er een Engelstalige internationale school gevestigd. Pablo Picasso had er een huis.

## Stratenpatroon
Zoals bij veel bergstadjes en bergdorpjes in Zuid-Europa het geval is, heeft het stratenplan van Mougins een slakstructuur, waarbij de straatjes in de vorm van een ellips rond elkaar omhoog of omlaag lopen. Deze opzet is ontleend aan Romeinse legerplaatsen.

## Geografie
De oppervlakte van Mougins bedroeg op 1 januari 2022 25,64 vierkante kilometer; de bevolkingsdichtheid was toen 759,8 inwoners per km².
De onderstaande kaart toont de ligging van Mougis met de belangrijkste infrastructuur en aangrenzende gemeenten.

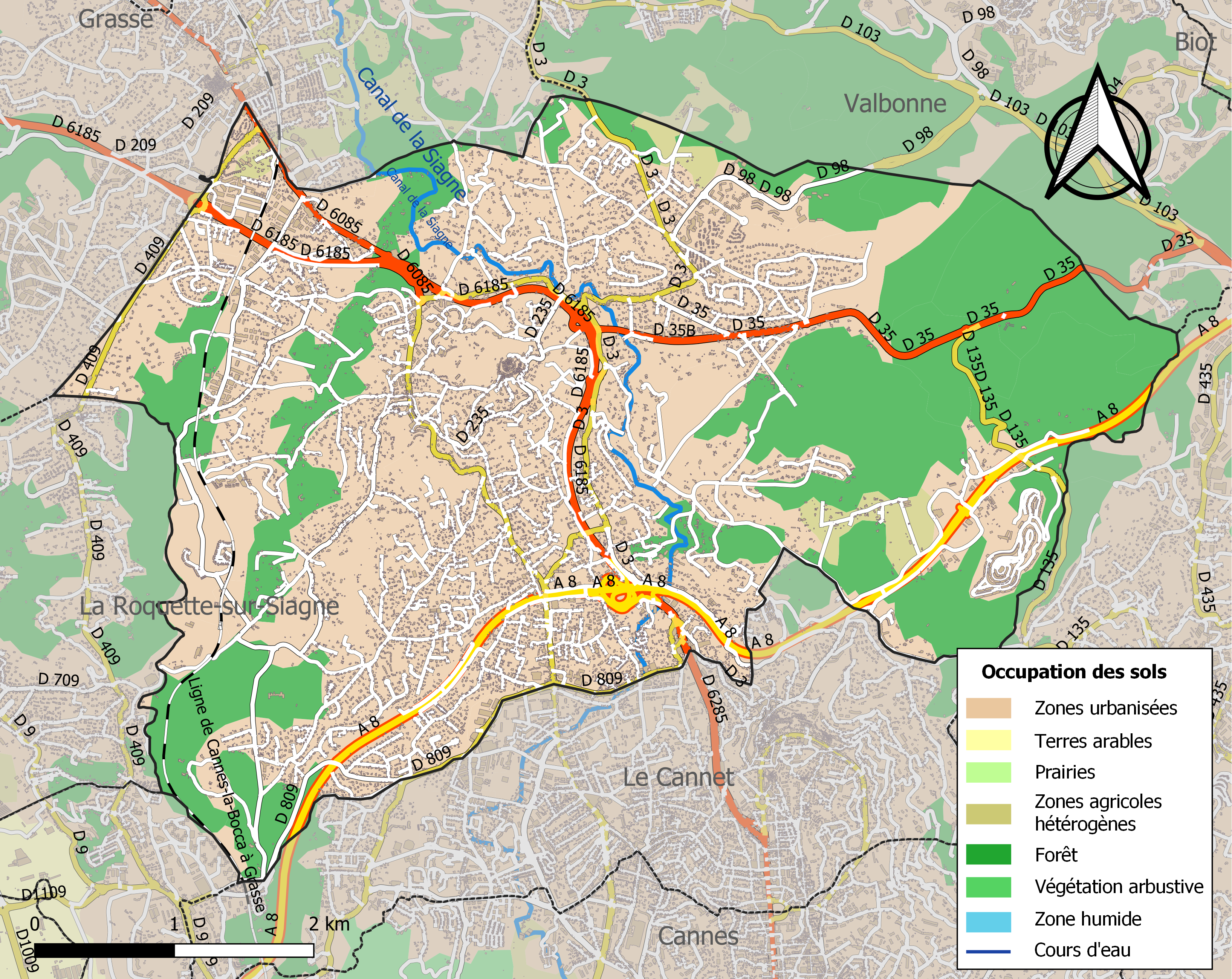

## Demografie
Onderstaande figuur toont het verloop van het inwonertal. Het betreft hier uitsluitend ingeschreven bewoners. (bron: INSEE-tellingen).
Vanwege een beveiligingsprobleem met de MediaWiki Graph-software is het momenteel niet mogelijk deze grafiek weer te geven. Zodra de software is bijgewerkt zal de grafiek vanzelf weer zichtbaar worden.

## Overleden
- Pablo Picasso (1881-1973), Spaans kunstenaar